# Ngu Thụ
Ngu Thụ (tiếng Trung: 虞授; bính âm: Yu Shou; ? - 279), tự Thừa Khanh (承卿), là quan viên Đông Ngô thời Tam Quốc trong lịch sử Trung Quốc.

## Cuộc đời
Ngu Thụ quê ở huyện Dư Diêu, quận Cối Kê, Dương Châu, là tộc nhân thuộc môn phiệt Cối Kê Ngu thị, chưa rõ quan hệ giữa Thụ với Ngu Phiên.
Ngu Thụ từ nhỏ thích đọc kinh sử, có chí khí, được bổ nhiệm làm Tấu tào, thường nhắc tới gương tử tiết. Thụ làm chuyên tâm nghiên cứu Dịch học. Người đương thời có câu: Bất độc kinh, thị Ngu sinh.
Ngu Thụ làm quan tới chức thứ sử Quảng Châu, còn gọi là Quảng Châu đô đốc.
Năm 279, thái thú Quế Lâm là Tu Doãn chết bệnh. Bộ hạ của Doãn là Quách Mã, Hà Điển, Vương Tộc, Ngô Thuật, Ân Hưng nhân cơ hội nổi dậy ở Lĩnh Nam, giết chết thái thú Nam Hải Lưu Lược, thứ sử Quảng Châu Ngu Thụ.

## Gia đình
Con trai:
- Ngu Cơ (虞基), giữ chức Hữu tướng quân phủ tư mã.[5]

Cháu:
- Ngu Cầu (虞球), tự Hòa Lâm (和琳), quan tới Hoàng môn thị lang thời Tấn.[5]

## Trong văn hóa
Ngu Thụ không xuất hiện trong tiểu thuyết Tam quốc diễn nghĩa của La Quán Trung.